# Eugenia foetida
Eugenia foetida là một loài thực vật có hoa trong Họ Đào kim nương. Loài này được Pers. mô tả khoa học đầu tiên năm 1806.

## Hình ảnh

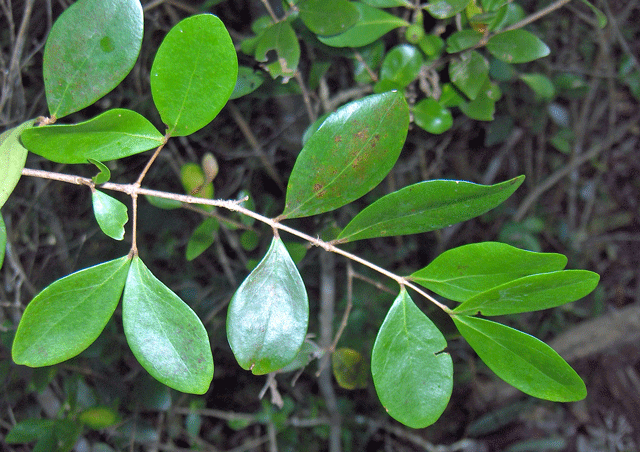
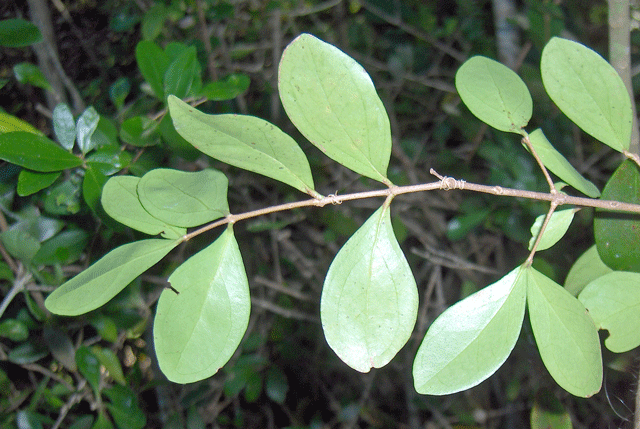